# Torneo Latino de Rugby League
El Torneo Latino de Rugby League es una competición de rugby league, que tiene por objetivo el desarrollo del deporte en la comunidad latinoamericana en Australia y por consiguiente en América.

## Historia
Su primera edición fue en 2015, siendo el campeón el seleccionado de Chile.
En la segunda edición del año 2016, Chile repite el campeonato al vencer nuevamente al seleccionado del Perú.
En la tercera edición el campeón fue El Salvador, al conseguir de manera invicta el torneo, venciendo en la final al campeón vigente de las dos anteriores ediciones.

## Equipos participantes
En la edición del 2019 participaron 6 equipos.
- Brasil
- Chile
- El Salvador
- Nicaragua
- Perú
- Uruguay

## Campeonatos
| Edición | Año  | Campeón     | 2º puesto |
| ------- | ---- | ----------- | --------- |
| I       | 2015 | Chile       | Perú      |
| II      | 2016 | Chile       | Perú      |
| III     | 2019 | El Salvador | Chile     |

## Posiciones
Número de veces que los equipos ocuparon cada posición en todas las ediciones.
| Equipo      | Campeón | 2º puesto |
| ----------- | ------- | --------- |
| Chile       | 2       | 1         |
| El Salvador | 1       |           |
| Perú        |         | 2         |